# Patrick Reed

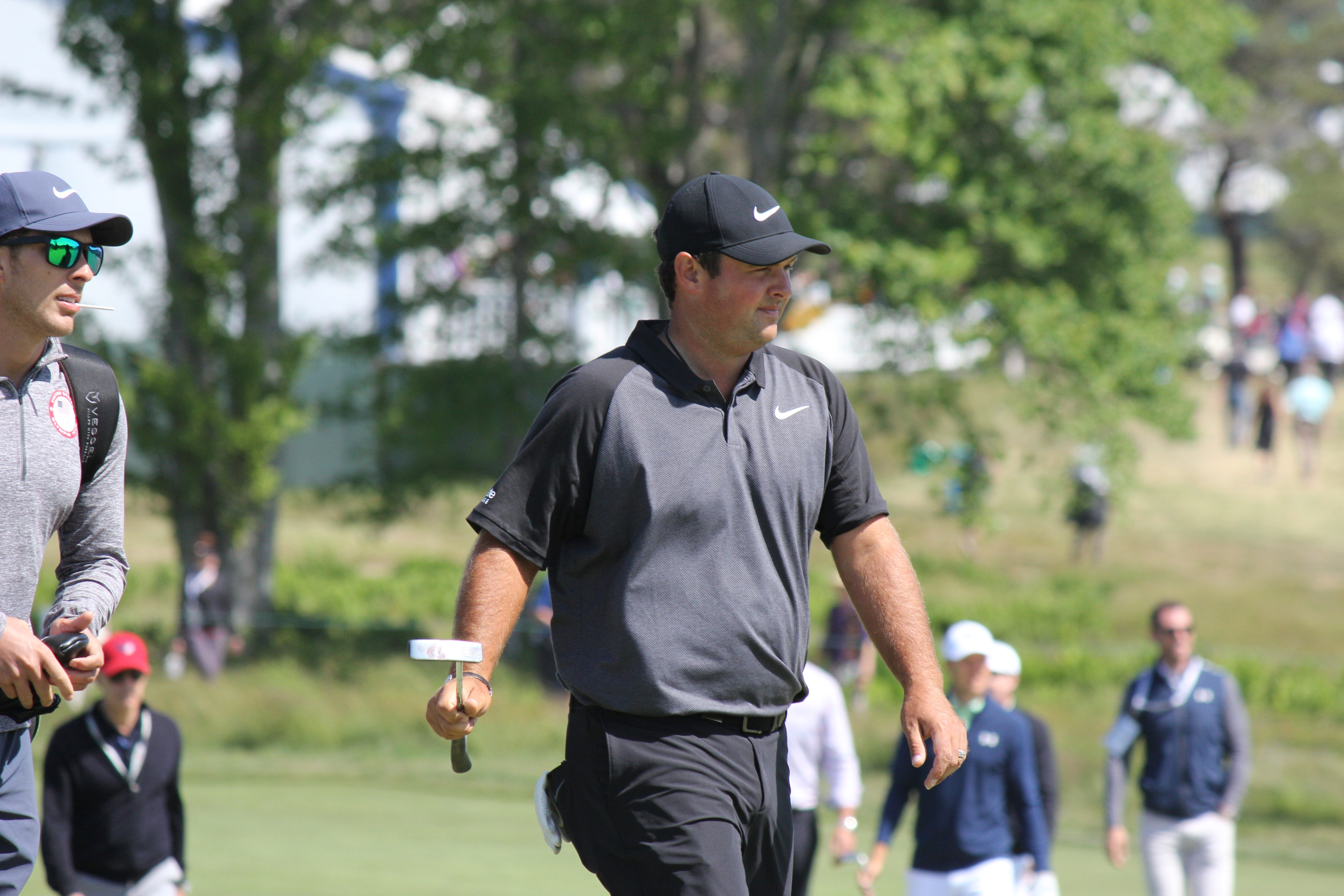
Patrick Reed, 2018.

Patrick Nathaniel Reed, född 5 augusti 1990 i San Antonio i Texas, är en amerikansk professionell golfspelare som spelar för Liv Golf och Asian Tour. Han har tidigare spelat bland annat på PGA Tour och PGA European Tour.
Reed har vunnit nio PGA-vinster och tre European-vinster. Han vann 2018 års The Masters Tournament. Reed har också kommit delad tvåa i 2017 års PGA Championship och fyra i 2018 års US Open.
Han deltog också i 2014, 2016 och 2018 års Ryder Cup, vilken han var med och vinna 2016. Reed har även deltagit i och vunnit 2015, 2017 och 2019 års Presidents Cup.
Han studerade först vid University of Georgia och sen vid Augusta State University, Reed spelade golf för båda universitetens idrottsföreningar Georgia Bulldogs och Augusta Jaguars. Han avlade en kandidatexamen i företagsekonomi.